# Summer Erb
Summer Elizabeth Erb (Lakewood, 25 luglio 1977) è un'ex cestista e allenatrice di pallacanestro statunitense, professionista nella WNBA.

## Carriera
È stata selezionata dalle Charlotte Sting al primo giro del Draft WNBA 2000 (11ª scelta assoluta).